# 蝶殺的連鎖
《蝶殺的連鎖》，是香港作家雨田明於2018年出版的推理小說。故事講述六個看似毫無關係的角色在蝴蝶效應的影響下促成的一宗命案。該小說被形容為社會和新本格兩個推理小說流派的混合體，並獲得大致好評，尤其是小說的敘述手法和政治暗喻均備受讚譽。《蝶殺的連鎖》於2018年贏得第二屆天行小說賞首獎，並在同年實體出版。
小說的序章和後記分別由喬靖夫和陳浩基撰寫。

## 情節
檸Sir和部下167被委派調查一宗兇殺案。死者花采嬅是一位樂於助人的網紅，事發當天，她於零食節購物後在屯門時代廣場外替一名老婦人尋找走失的孫女時，遭一名陌生人襲擊身亡。
167正於審訊室盤問嫌疑犯陳嘉儀。陳是一名平凡的編劇。她試圖仿效日本的酒鬼薔薇聖斗事件，以殘忍的手段殺害具有新聞價值的對象以賺取知名度。花采嬅本來是她的謀殺對象，然而當她在社交媒體跟花套話時卻被其真誠的態度感動，於是放棄殺害花采嬅，改向另一個網紅（後揭示為憐奈）下手，在屯門大會堂伏擊憐奈。
蕭智是一位極有抱負的教師，卻被副校長針對，拒絕給予其合約教席。當他的女友欣欣向他提出分手時，萬念俱灰的蕭遂製作了一枚土製炸彈，打算和欣欣的偷情對象同歸於盡。然而，他在時代廣場準備自爆時，發現他那裝有炸彈的袋子在公廁裡跟別人調包了。就在蕭慌張地尋找袋子時，他的學生剛好來電，告訴他一名叫魏子健的學生出了狀況。
遊戲實況主憐奈在學時曾因學業壓力而出現情緒問題，因此她經常在節目中談及學童自殺等教育議題，為年輕人爭取權益。她獲邀跟教育局局長進行一次公開辯論，但局長卻在場外遭示威者圍堵。於是憐奈索性加入示威群眾，並發表批評政府漠視民意的演說。一名激進建制派支持者（後揭示為高國瞻）遂上前與憐奈理論，並試圖駕駛電單車撞向她。然而，一名學生（後揭示為魏子健）捨身將她推開，並遭電單單輾過而重傷昏迷。同時，一名女子（後揭示為陳嘉儀）試圖趁亂襲擊憐奈，然而憐奈避開了致命攻擊，陳亦被周圍的示威者制服。
高國瞻本是一名盲目支持政府的藍絲，曾與兒子就憐奈的影片內容爭吵，他認為憐奈是在禍害年輕人。翌日，心情欠佳的他在公司向忘記為零食節投標的下屬發脾氣，更朝該下屬扔膠紙座。他的野蠻行徑被同事拍下並放到網上，公司礙於輿論壓力將其解僱，於是高將矛頭指向網民，認為是他們故意找碴，想將自己變成跟他們一樣的失敗者。因此，當高在街上遇見示威群眾時，便憤怒地上前跟他們爭辯，更試圖駕駛電單車撞向為首的憐奈，事敗後被示威者們制服。
温子朗表面上是一個好好先生，然而他私下有偷拍裙底的變態嗜好。當温被扒手竊取手機，且裙底照被其在連登討論區公開發表後，便遭到起底和網路欺凌。被標籤為「色魔」的温不但被公司開除，其妻亦要求跟他離婚。温本打算到零食節購買女兒最喜歡的小吃來尋求原諒，卻在公廁裡誤跟蕭智調換了袋子，隨後温又意外引爆了炸彈，造成大量旁人死傷。突然成為了殺人兇手的他感到無奈和迷惘，在逃離現場時剛好遇到正在助人的花采嬅，又想起了陳嘉儀的自白文章，認為像花這樣的好人不應留在這個可悲的世界，遂將她殺害以讓她解脱。
檸Sir最終總結案情，認為這宗案件是由蝴蝶效應促成。167遂問蕭、何和高三人算不算是幫兇，檸Sir則回應指若真的要追究這宗命案的責任，那麼所有香港人都應被視作兇手，因為香港人長久而來的自私而導致社會愈趨病態，間接影響到六名肇事者，最終才會引致命案。

## 角色

### 旁白
- 檸Sir：天才刑偵探，男主角[2]。
- 167：女警員，檸Sir的部下。多年前曾與温子朗發生交通意外導致其腿腳受傷[2]。

### 蝴蝶效應相關者
- 花采嬅：網名花華，漂亮且善良的網紅，深受身邊親友同事和粉絲愛戴。
- 陳嘉儀：平凡且一無是處的編劇，暗中計劃殺害一位名人來打響知名度，吸引觀眾來欣賞她的劇作。
- 蕭智：熱血且有抱負的年輕中學教師，卻因拒絕催谷學生而被副校長針對，一直拒絕給予合約教席。
- 何戀瑩：網名美樹原憐奈，原為收視慘淡的遊戲直播網紅，但在一次直播中因談及學生自殺問題後爆紅並轉型為時事評論人。
- 高國瞻：盲目擁護政府的藍絲，於一家韓資零售公司出任銷售總監，認為經濟衰退等社會問題只是因一些廢青生事而造成。
- 温子朗：於化妝品公司任職的好好先生，實際上有偷拍女性裙底的癖好，尤好對公司女同事下手。

### 其他角色
- 阿強：陳嘉儀的編劇同事、欣欣之弟，被陳一度誤會是暗戀其。
- 欣欣：蕭智的女友，阿強之姊，一直瞞著蕭智跟Dicky Ho偷情。
- 阿娟、笑婷：温子朗的妻女。
- 逸峰：高國瞻之子，與其不和。
- Dicky Ho：一直跟欣欣偷情的投資銀行家。
- 方芷晴：蕭智的學生，曾在網上發起關注香港學童自殺問題的聯署，並引起了憐奈的關注。
- 魏子健：蕭智的學生，在屯門大會堂外示威時為了保護憐奈而被高國瞻用電單車碾過。

## 創作與出版
2018年，雨田明萌生了以蝴蝶效應作為犯罪小說主題的概念，並用了三個月時間完成了《蝶殺的連鎖》。他希望藉著蝴蝶效應突顯一些看似毫不重要的行為仍能產生極大影響力，以此鼓勵讀者更重視社會問題和多嘗試為社會帶來正面影響。雨田明亦希望透過撰寫在香港較為冷門的推理小說來推廣此類型的作品和鼓勵年輕作家探索不同的題材和可能性。此外，故事中促成陳嘉儀行兇的情節則是啟發自雨田明於電視台任職編劇時的自身經歷。
雨田明於2018年將小說提交至由天行者出版舉辦的第二屆天行小說賞，最終贏得首獎，並於同年九月實體出版，由天行者出版發行。天行小說賞的兩位評審喬靖夫和陳浩基則分別為小說撰寫序章和後記。

## 評價
文學評論家譚劍讚揚該小說能反映和批判一些存在於現實香港的社會問題，例如政治立場不同而引發的矛盾和香港學童自殺問題；而作家喬靖夫亦形容小說能以別緻的敘事手法，在娛樂性和探討現實社會問題之間取得平衡。陳浩基則將小說與日本作家湊佳苗的代表作《告白》作比較，並讚揚小說的角色均有深度，而非單純推動劇情的工具 。